# NGC 3329
NGC 3329 (również NGC 3397, PGC 32059 lub UGC 5837) – galaktyka spiralna (Sb), znajdująca się w gwiazdozbiorze Smoka.
Odkrył ją William Herschel 2 kwietnia 1801 roku, jego obserwacja została skatalogowana przez Johna Dreyera jako NGC 3397. Niezależnie odkrył ją John Herschel 2 września 1828 roku, a Dreyer skatalogował jego obserwację jako NGC 3329. Jak się wiele lat później okazało, obserwacje Williama Herschela z tamtej nocy charakteryzują się dużymi systematycznymi błędami pozycji, co stało się powodem dwukrotnego skatalogowania tej galaktyki w katalogu Dreyera.